# Гуро-Цкали
Гуро-Цкали (груз. გუროსწყალი) — река в Грузии, протекает по территории края Мцхета-Мтианети. Левый приток Аргуна. Длина реки составляет 11 км. Площадь водосборного бассейна — 36,6 км².
Река Гуро-Цкали берёт начало на склоне горы Кистанистави. Течёт на восток по горному ущелью. Вдоль правого берега реки произрастают берёзовые леса. Устье реки находится в 136 км по левому берегу реки Аргун на высоте 1766 м над уровнем моря.
На левом склоне ущелья реки есть малое поселение — Гуро, рядом расположены кладбище и развалины. Правый склон покрыт берёзовым лесом.